# Spruille Braden
Spruille Braden (Elkhorn, Montana, 13 de marzo de 1894 - Los Ángeles, California, 10 de enero de 1978) fue un diplomático, empresario y lobista estadounidense que se desempeñó como embajador en diversos países latinoamericanos durante las presidencias de los demócratas Franklin D. Roosevelt y Harry S. Truman y como secretario de Estado adjunto para Asuntos de las Repúblicas Americanas durante la administración de este último.

## Biografía
Spruille Braden era hijo de William Braden, uno de los dueños de la empresa minera Braden Copper Company de Chile que fuera vendida a los hermanos Simon y Daniel Guggenheim en 1909. Además tenía intereses comerciales en la United Fruit Company. También fue director de la W. Averell Harriman Securities Corporation. Era hijo de un rico empresario minero vinculado a la familia Rockefeller, de quien heredó la mayoría de las acciones de la Braden Copper Company en Chile. 
Desempeñó un papel relevante en la Guerra del Chaco entre Bolivia y Paraguay, preservando los intereses de la Standard Oil y tenía una posición abiertamente anti-sindical. Desempeñó breves misiones diplomáticas pero de gran importancia política como embajador en Colombia (1939-42), Cuba (1942) y Argentina (1945).
Sus actividades en esos países estuvieron relacionadas con operaciones de política interna y golpes de Estado. Fue sindicado como instigador de la Guerra del Chaco, el conflicto armado más sangriento en toda América durante el siglo XX. Tuvo un impresionante despliegue de material bélico e involucró el enfrentamiento de 250 000 soldados bolivianos y 150 000 paraguayos. El propio Braden tenía fuertes intereses en la región. Estaba relacionado directamente con la creación de la Standard Oil en Bolivia, ya que parte de los territorios de la compañía fundada en 1921 pertenecían a William Braden, su padre. Según el historiador Luis A. Wagner, Braden fue testaferro de los Rockefeller en una concesión que favoreció a la Standard Oil Company en la cuenca petrolera del chaco paraguayo.
En 1939 fue designado por primera vez embajador en Colombia y en 1941 fue trasladado a Cuba donde desarrolló estrechos vínculos con el en, ese entonces, presidente Fulgencio Batista.

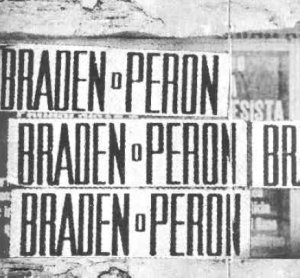
Campaña "Braden o Perón".

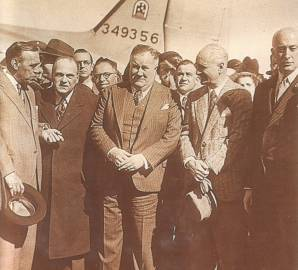
Braden, de regreso en Washington en 1945,

Como embajador en la Argentina, en 1945, fue célebre su participación organizando la oposición contra el presidente General Juan Domingo Perón y el vicepresidente Hortensio Quijano, a partir de entonces, trabajó intensamente para intentar aislar al gobierno argentino. Desde que asumió su cargo en la embajada Braden comenzó públicamente a organizar y coordinar a la oposición, exacerbando el conflicto interno. Redactó, el "Libro Azul" en colaboración con el controvertido español Gustavo Durán. Perón utilizó a su favor la intervención de Braden, publicando a modo de respuesta el "Libro Azul y Blanco", y formulando el exitoso eslogan «Braden o Perón» que influyó decisivamente en el éxito electoral que en 1946 lo hizo presidente. En dicho libro, Perón denunciaba la intervención norteamericana en la política de los países de América Latina. El 23 de septiembre de 1945 Spruille Braden dejaba Buenos Aires para suceder a Nelson Rockefeller como secretario asistente de Estado. El embajador británico informará el 27 de junio al Foreign Office, sosteniendo que entre los corresponsales extranjeros se comentaba que Braden presionaba a periodistas para mandar informes distorsionados y exagerados sobre Argentina.
En 1946 se desempeñó como Subsecretario de Asuntos de las Repúblicas Americanas de los Estados Unidos bajo la presidencia de Harry S. Truman. Se enfrentó a George S. Messersmith, exembajador de Estados Unidos en México, acerca de la política estadounidense hacia América Latina.
Desde 1948 comenzó a percibir un salario para desempeñarse como lobbista de la United Fruit Company; cuando los intereses de esta empresa fueron afectados en Guatemala, fue uno de los operadores que influyeron en el golpe de Estado que derrocó al Presidente Jacobo Arbenz en 1954. En su primer acto como Presidente de Nicaragua el 1 de mayo de 1967, Anastasio Somoza Debayle confirió la más alta condecoración de Nicaragua, la Gran Cruz de Rubén Darío, al embajador Spruille Braden y su esposa Verbena por sus "esfuerzos incansables en la causa de la libertad en toda América Latina.

La «fineza y paciencia» diplomática están bien bajo las reglas del
Marqués de Queensberry, pero llevan a la derrota si se aplican en una pelea de bar, como en la que tenemos con el Kremlin. Frecuentemente es necesario combatir el fuego con fuego. Nadie se opone más que yo a intervenir en los asuntos internos de otras naciones. Pero... podemos estar compelidos a intervenir... Me gustaría resaltar esto porque el comunismo es un asunto tan flagrantemente internacional y no interno. Su supresión, incluso por la fuerza, en un país americano, por una o más de las otras repúblicas, no constituye una intervención en sus asuntos internos.

## Vida posterior
Braden sirvió como presidente del Metropolitan Club de Nueva York, fundado en 1891 por J. P. Morgan, desde 1967 hasta 1973.
Murió en Los Angeles por una afección cardíaca después de ejercer infructuosamente lobby contra los Tratados Torrijos–Carter.